# Gianni Polidori

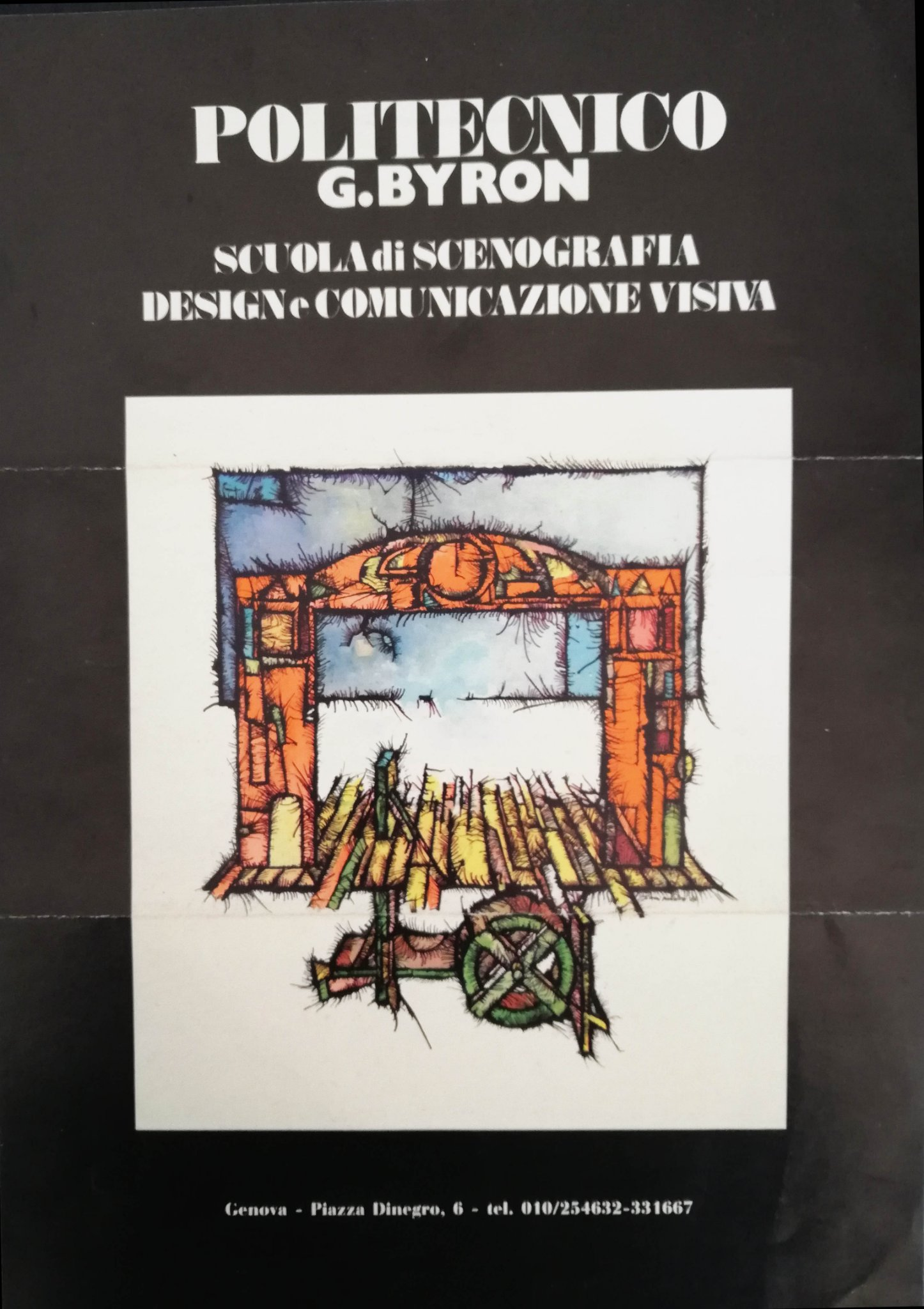
Dépliant del Politecnico G. Byron. L'immagine al centro è di Gianni Polidori

Gianni Polidori (Roma, 7 novembre 1923 – Roma, 19 agosto 1992) è stato uno scenografo, costumista e pittore italiano.

## Biografia
Gianni Polidori ha lavorato in 66 film dal 1946 al 1976, e ha realizzato scenografie e costumi per il teatro, l'opera lirica e il balletto dal 1946 al 1991. Ha curato anche l'allestimento di alcune mostre e fondato nel 1949 la casa editrice Edizioni d'Argo, pubblicando quaderni di poesia e illustrazione.
Ha lavorato con il regista Jean Renoir nel film La carrozza d'oro, con Luchino Visconti nei film Siamo donne e Bellissima, con Federico Fellini nel film L'amore in città, con Steno nei film L'Italia s'è rotta, L'uccello migratore e I moschettieri del mare e con Citto Maselli nei film Gli sbandati e L'amore in città.
Ha curato le scenografie di film diretti da Michelangelo Antonioni (Le amiche, I vinti e Siamo donne).
Sul piano internazionale ha partecipato ai film La legge è legge, per la regia di Christian-Jaque, Morgan il pirata (regia di André De Toth e Primo Zeglio) e Il segugio, per la regia di Bernard-Roland.
A cavallo tra gli anni 1970 e gli anni 1980 ha insegnato "Elementi di Scenografia" al DAMS di Bologna dove ha avuto tra gli allievi Andrea Pazienza.
Ha vissuto per alcuni anni a Genova dove ha lavorato sia per il Teatro Stabile, come scenografo e direttore tecnico, sia per il Teatro Carlo Felice. Di particolare importanza l'incontro con il regista Luigi Squarzina, per il quale ha realizzato numerose scenografie. A Genova inoltre ha fondato, in qualità di co-direttore e docente con Emanuele Luzzati e Raimondo Sirotti, il Politecnico Byron, Scuola di Scenografia, Design e Comunicazione Visiva, attiva dal 1983 al 1990. Tra i docenti di quegli anni figurano anche Tonino Conte, Valeria Manari, Giorgio Gallione, Sergio Fedriani, Aldo Viganò, Marisa Vescovo, Ferruccio Giromini. Tra gli allievi diplomati al Byron il fumettista Andrea Ferraris.
Presso il Civico Museo Biblioteca dell'Attore di Genova è depositato il suo ricco archivio di bozzetti teatrali e cinematografici.

## Filmografia

### Scenografo
- Due mogli sono troppe, regia di Mario Camerini (1950)
- Bellissima, regia di Luchino Visconti (1951)
- Il cappotto, regia di Alberto Lattuada (1952)
- La carrozza d'oro, di Jean Renoir (1952), in collaborazione con lo scenografo Mario Chiari
- La passeggiata, regia di Renato Rascel (1953)
- Il sole negli occhi, regia di Antonio Pietrangeli (1953)
- La signora senza camelie, regia di Michelangelo Antonioni (1953)
- I vinti, regia di Michelangelo Antonioni (1953)
- Anna Magnani, episodio di Siamo donne, regia di Luchino Visconti (1953)
- L'amore in città, registi vari (1953)
- Il segreto delle tre punte, regia di Carlo Ludovico Bragaglia (1954)
- Mizar (Sabotaggio in mare), regia di Francesco De Robertis (1954)
- Il matrimonio, regia di Antonio Petrucci (1954)
- Allegro squadrone, regia di Paolo Moffa (1954)
- Gli sbandati, regia di Francesco Maselli (1955)
- Le amiche, regia di Michelangelo Antonioni (1955)
- Kean - Genio e sregolatezza, regia di Francesco Rosi (1956)
- Rascel-Fifì, regia di Guido Leoni (1957)
- Carmela è una bambola, regia di Gianni Puccini (1958)
- La legge è legge, regia di Christian-Jaque (1958)
- Un ettaro di cielo, regia di Aglauco Casadio (1959)
- Ciao, ciao bambina! (Piove), regia di Sergio Grieco (1959)
- Le pillole di Ercole, regia di Luciano Salce (1960)
- Morgan il pirata, regia di Primo Zeglio e André De Toth (1960)
- Mariti a congresso, regia di Luigi Filippo D'Amico (1961)
- Maciste contro il vampiro, regia di Sergio Corbucci e Giacomo Gentilomo (1961)
- Il segugio, regia di Bernard-Roland (1961)
- I moschettieri del mare, regia di Steno (1962)
- Alta infedeltà, regia di Franco Rossi (segmento "Scandaloso") e Luciano Salce (segmento "La sospirosa") (1964)
- Le bambole, regia di Dino Risi, Luigi Comencini, Franco Rossi e Mauro Bolognini (1964)
- Sadik, episodio di Thrilling, regia di Gian Luigi Polidoro (1965)
- Spara forte, più forte... non capisco!, regia di Eduardo De Filippo (1966)
- Una rosa per tutti, regia di Franco Rossi (1967)
- Riusciranno i nostri eroi a ritrovare l'amico misteriosamente scomparso in Africa?, regia di Ettore Scola (1968)
- Il commissario Pepe, regia di Ettore Scola (1969)
- Rosolino Paternò soldato, regia di Nanni Loy (1970)
- L'uccello migratore, regia di Steno (1972)
- La faccia violenta di New York (One Way), regia di Jorge Darnell (1973)
- Il mio nome è Nessuno, regia di Tonino Valerii (1973)
- L'Italia s'è rotta, regia di Steno (1976)

### Architetto-scenografo
- A fil di spada, regia di Carlo Ludovico Bragaglia (1952)
- Il seduttore, regia di Franco Rossi (1954)
- Il mondo di notte, regia di Luigi Vanzi (1961)
- L'ammutinamento, regia di Silvio Amadio (1961)
- Violenza segreta, regia di Giorgio Moser (1963)
- L'avventuriero, regia di Terence Young (1967)
- Riusciranno i nostri eroi a ritrovare l'amico misteriosamente scomparso in Africa? (1968)
- H2S, regia di Roberto Faenza (1969)
- La moglie del prete, regia di Dino Risi (1971)
- Detenuto in attesa di giudizio, regia di Nanni Loy (1972)

### Arredatore
- Il bandolero stanco, regia di Fernando Cerchio (1952)
- La nemica, regia di Giorgio Bianchi (1952)
- La signora senza camelie (1953)
- Le amiche (1955)
- Mio figlio Nerone, regia di Steno (1956)
- I colpevoli, regia di Turi Vasile (1957)
- Le quattro giornate di Napoli, regia di Nanni Loy (1962)

### Costumista
- La passeggiata (1953)
- Il sole negli occhi (1953)
- Il matrimonio (1954)
- Carmela è una bambola (1958)
- Un ettaro di cielo (1959)
- Il disco volante, regia di Tinto Brass (1964)
- Il commissario Pepe (1969)
- La moglie del prete (1971)

### Dipartimento artistico
- Camilla, regia di Luciano Emmer (1956)
- Guerra e pace, regia di King Vidor (1956)

### Scenografie teatrali
- Stasera la bella Otero di Nikolaj Rimskij-Korsakov, coreografie di Aurel Miholy Milloss (1958), Teatro dell'Opera di Roma, firma anche i costumi
- J.B. di Archibald Mac Leish, regia di Franco Parenti (1962), Teatro Stabile di Torino, firma anche i costumi
- La sua parte di storia di Luigi Squarzina, regia di Gianfranco De Bosio (1962), Teatro La Fenice
- Il prigioniero, libretto di Luigi Dallapiccola, regia di Luigi Squarzina (1963), Teatro dell'Opera di Roma
- I vespri siciliani, regia di Franco Enriquez (1964), Teatro dell'Opera di Roma, firma anche i costumi
- Arriva l’uomo del ghiaccio di Eugene O’Neill, regia di Luigi Squarzina (1965),
- Se questo è un uomo, versione drammatica di Pieralberto Marché e Primo Levi, regia di Gianfranco De Bosio (1966), Teatro Carignano, firma anche i costumi
- Emmetì, regia di Luigi Squarzina (1966), Teatro Stabile di Genova, firma anche i costumi
- Le Baccanti, traduzione di Edoardo Sanguineti, regia di Luigi Squarzina (1968), Teatro Stabile di Genova, firma anche i costumi
- Il cordovano, libretto di Eugenio Montale, regia di Mario Missiroli (1969), Teatro dell'Opera di Roma, firma anche i costumi